# Miguel Angel Magnoni
Miguel Ángel Magnoni (Reconquista, 18 aprile 1981) è un ex calciatore argentino, di ruolo attaccante.

## Carriera
Ha giocato nel settore giovanile del Newell's Old Boys ed in quello del Boca Juniors; con quest'ultima società ha anche ricevuto alcune convocazioni in prima squadra, senza però riuscire ad esordirvi. Nella stagione 2003-2004 ha giocato nel Brera, formazione milanese con cui ha segnato 6 reti in 26 presenze in Eccellenza. ha giocato nel medesimo campionato anche nella stagione 2004-2005, segnando 14 gol in 25 nel Mariano, squadra in cui milita anche nella 2005-2006.
Nel 2006 è stato tesserato dalla Sangiovannese, con cui il 13 agosto ha giocato gli ultimi 25 minuti della partita di Coppa Italia persa per 3-1 contro il Crotone. Successivamente passa alla Sestese, con cui segna 17 gol in 26 presenze nel campionato lombardo di Eccellenza, che vince ottenendo così la promozione in Serie D. Nella stagione 2007-2008 esordisce in questa categoria, nella quale segna 12 reti in 15 presenze con la Sestese. Nella stagione 2008-2009 e nella stagione 2009-2010 gioca ancora in Serie D: nella prima stagione gioca 2 partite nel Rivoli e 28 (con 23 gol segnati) nella Sestese, con cui nella seconda stagione va a segno 13 volte in altre 28 presenze.
Nella stagione 2010-2011 si divide tra Vigevano e Voghera: complessivamente segna 20 gol in 27 presenze in Serie D; a fine anno viene tesserato dal Martina, società di Serie D che poi al termine della preparazione estiva lo cede al Verbano, con cui Magnoni nella stagione 2011-2012 segna 16 reti in 25 presenze. L'anno seguente segna un gol in 4 presenze nel Voghera; nel dicembre 2012 passa alla Solbiasommese, con cui termina la stagione giocando in Eccellenza. Dopo aver trascorso al Verbania (in Serie D, con 2 reti in 3 presenze) la stagione 2013-2014, ha iniziato la stagione 2014-2015 nella Sestese, con cui ha realizzato 8 reti in 13 presenze.
Nel febbraio del 2015 si è trasferito nell'Amicale, squadra di Vanuatu; qui ha vinto il campionato locale ed ha giocato 3 partite nella OFC Champions League; in particolare, segna una rete l'11 aprile nella partita vinta per 1-0 contro il Western United (nella quale gioca da titolare) per poi giocare da titolare contro il Suva e subentrare a partita in corso nella terza ed ultima giornata della fase a gironi contro l'Auckland City.
Inizia la stagione 2015-2016 in prestito dalla Sestese nel Tortona Villalvernia, nell'Eccellenza Piemontese, dove segna 4 reti in 8 presenze; successivamente il 2 dicembre 2015 il prestito viene interrotto e Magnoni passa a titolo definitivo al Legnano, nel campionato lombardo di Eccellenza. Fa il suo esordio con i lilla il successivo 4 dicembre, giocando da titolare nella finale della fase regionale della Coppa Italia Dilettanti persa per 2-0 contro l'Ardor Lazzate; nel corso del campionato segna poi 8 reti in 13 presenze, a cui aggiunge un gol in 4 presenze nei play-off, al termine dei quali la formazione milanese ottiene la promozione in Serie D.

## Palmarès

### Club

#### Competizioni nazionali
- Campionato di Vanuatu: 1

Amicale: 2015

#### Competizioni regionali
- Eccellenza: 1

Sestese: 2006-2007